# Korakou

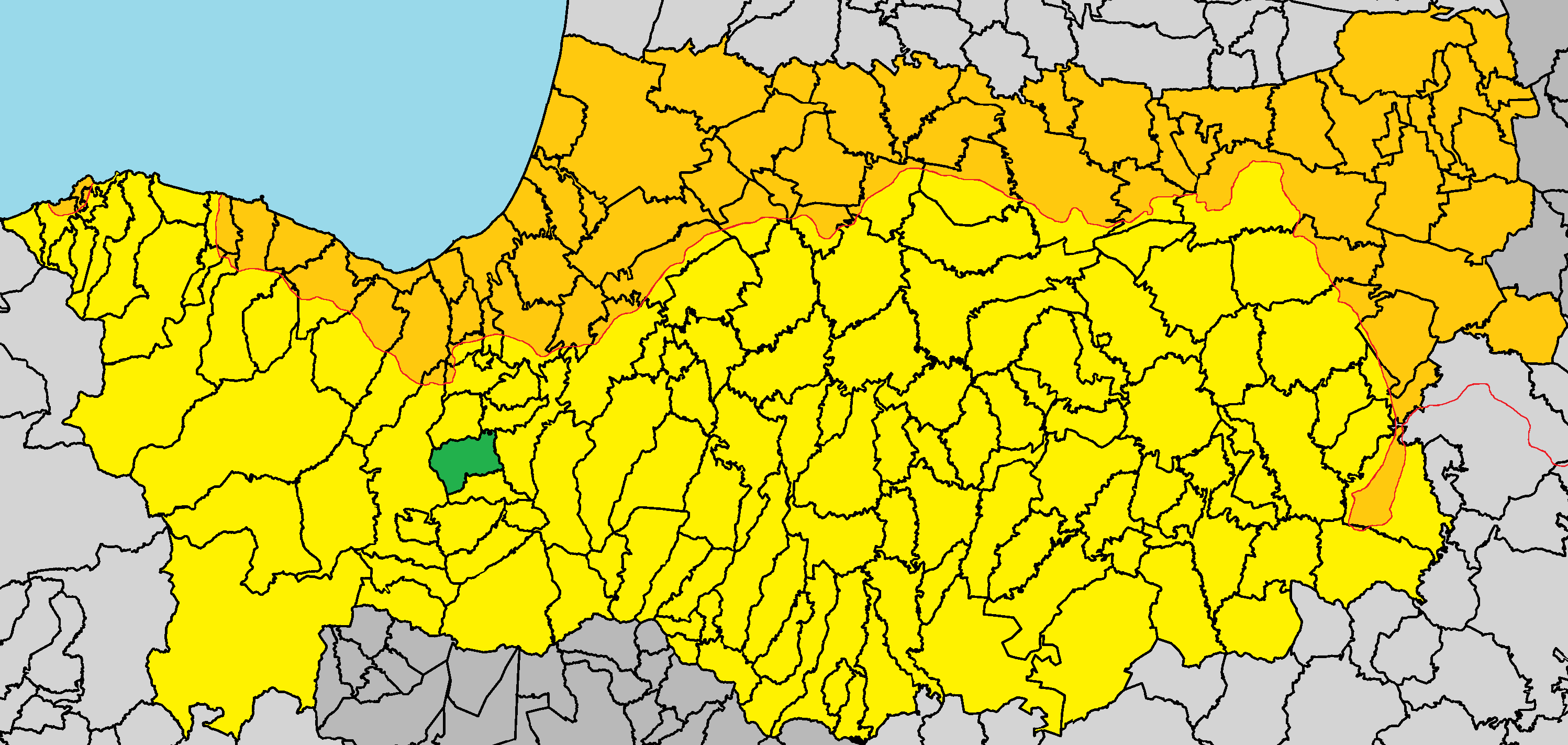
Pueblo de Korakou en el distrito de Nicosia

Korakou  (en griego, Kοράκου; en turco, Kuragu) es un pueblo situado en la región de Solea, en el distrito de Nicosia, a unos cincuenta y un kilómetros al suroeste de Nicosia (Chipre).
Según una tradición local, llevaría el nombre de un antiguo rey llamado Korakas. También podría corresponder a un primer habitante, o bien podría interpretarse literalmente, pues Korakou se traduce como "de la urraca".

## Conflicto intercomunal
Durante el período otomano, el pueblo parece haber tenido una población mixta, formada por grecochipriotas y turcochipriotas. En el censo otomano de 1831, los cristianos (grecochipriotas) constituían la mayoría de los habitantes en el pueblo, 83'5 % (16 turcochipriotas frente a 81 grecochipriotas).
Hasta 1931, la población de la aldea fluctuó entre 351 y 391 habitantes con una proporción de grecochipriotas similar a la del censo de 1831. Desde 1946 en adelante, los registros del censo comenzaron a registrarse junto a los de Agroladhou, con lo que las cifras de población aumentaron sustancialmente. En 1960, el pueblo (incluido Agroladhou) tenía 548 habitantes, de los que sólo 13 personas eran turcochipriotas.
Los habitantes turcos de Korakou (incluido Agroladhou) fueron desplazados en 1958 y eso se tradujo en el censo: si en 1946 había 46 turcochipriotas, en 1960 eran sólo 13. Una nueva disminución se dio en 1964, cuando la mayoría de los turcochipriotas partió hacia Lefka. En 1973 ya no quedaban turcochipriotas en el lugar.

## Población actual
Actualmente el pueblo está habitado principalmente por sus habitantes grecochipriotas originales. Desde 1974, en Korakou también viven los desplazados provenientes, principalmente, de la zona de Morphou. El último censo de 2021 indicaba que la población de la aldea era de 494 personas.